# جون تاکه‌ئوچی
جون تاکه‌ئوچی (به انگلیسی: Jun Takeuchi) (به ژاپنی: 竹内 潤 Takeuchi Jun) ( زادروز ۲۴ اوت ۱۹۷۰ در تویوناکا، اوساکا ژاپن)، طراح و تهیه‌کننده بازی‌های ویدئویی اهل ژاپن است. او پس از فارغ‌التحصیلی رشته طراحی گرافیکی از کالج سوزوشی، در سال ۱۹۷۱ به شرکت کپ‌کام پیوست. او در مقام تهیه‌کنندگی، عناوین موفقی چون اونیموشا ۳ و سیاره گمشده را در کارنامه دارد. تاکه‌ئوچی همچنین به عنوان تهیه‌کننده ارشد در طراحی و ساخت بازی رزیدنت ایول ۵ نیز حضور داشت. تاکه‌ئوچی همچنین در دیگر عناوین کپ‌کام نیز فعالیت داشته است. رزیدنت ایول، رزیدنت ایول ۲، و مبارز خیابانی ۲ از جمله این فعالیت‌هاست.